# Analogue
«Analogue» — восьмий студійний альбом норвезького гурту a-ha, виданий 4 листопада 2005 року.
Британський випуск синглу «Analogue (All I Want)» приніс a-ha позицію в топ-10 хітів у  Великій Британії вперше після 1988 року. У записі альбому брав участь Грем Неш з Crosby Stills & Nash. Як бек-вокаліст він брав участь у записі пісень «Over the treetops» і «Cosy Prisons». Відео для пісні «Celice» викликало критичні висловлювання за сексуальний зміст.

## Музиканти
- Пол Воктор-Савой (Paul Waaktaar-Savoy) (6 вересня 1961) — композитор, гітарист, вокалист.
- Магне Фуругольмен (Magne Furuholmen) (1 листопада 1962) — клавішник, композитор, вокаліст, гітарист.
- Мортен Гаркет (Morten Harket) (14 вересня 1959) — вокаліст.

## Композиції
| #   | Назва                      | Тривалість |
| --- | -------------------------- | ---------- |
| 1.  | «Celice»                   | 3:41       |
| 2.  | «Don't Do Me Any Favours»  | 3:51       |
| 3.  | «Cosy Prisons»             | 4:08       |
| 4.  | «Analogue (All I Want)»    | 3:48       |
| 5.  | «Birthright»               | 3:45       |
| 6.  | «Holy Ground»              | 4:00       |
| 7.  | «Over The Treetops»        | 4:24       |
| 8.  | «Halfway Through The Tour» | 7:26       |
| 9.  | «A Fine Blue Line»         | 4:09       |
| 10. | «Keeper Of The Flame»      | 3:58       |
| 11. | «Make It Soon»             | 3:21       |
| 12. | «White Dwarf»              | 4:24       |
| 13. | «The Summers Of Our Youth» | 3:56       |